# Peter de Cruz
Peter de Cruz (London, 1990. január 4. –) olimpiai bronzérmes svájci curlingjátékos.

## Élete
Édesapja angol, édesanyja svájci. Tizenegy éves korában kezdett curlingezni. 2001-ben került a Curling Club de Genève-hez (CC Genève), és 2010-ben már – Benoît Schwarz-cal és Valentin Tannerrel együtt – a svájci junior világbajnokságot – melyen sikeresen legyőzték Skóciát – aranyéremmel zárta. A következő évben csak a második helyet sikerült megszerezniük. Sportpályafutása során két világbajnoki bronzérmet (2014, 2017), egy Európa-bajnoki ezüst- (2015) és két bronzérmet (2016, 2017) sikerült begyűjtenie.
2018-ban, a De Cruz–Schwarz–Tanner összeállítású csapat, Claudio Pätz-cel kiegészülve képviselte Svájcot a dél-koreai Phjongcshangban rendezett XXIII. téli olimpiai játékokon, ahol a harmadik helyért vívott csatában legyőzték a kanadaiakat.